# 오클라호마!

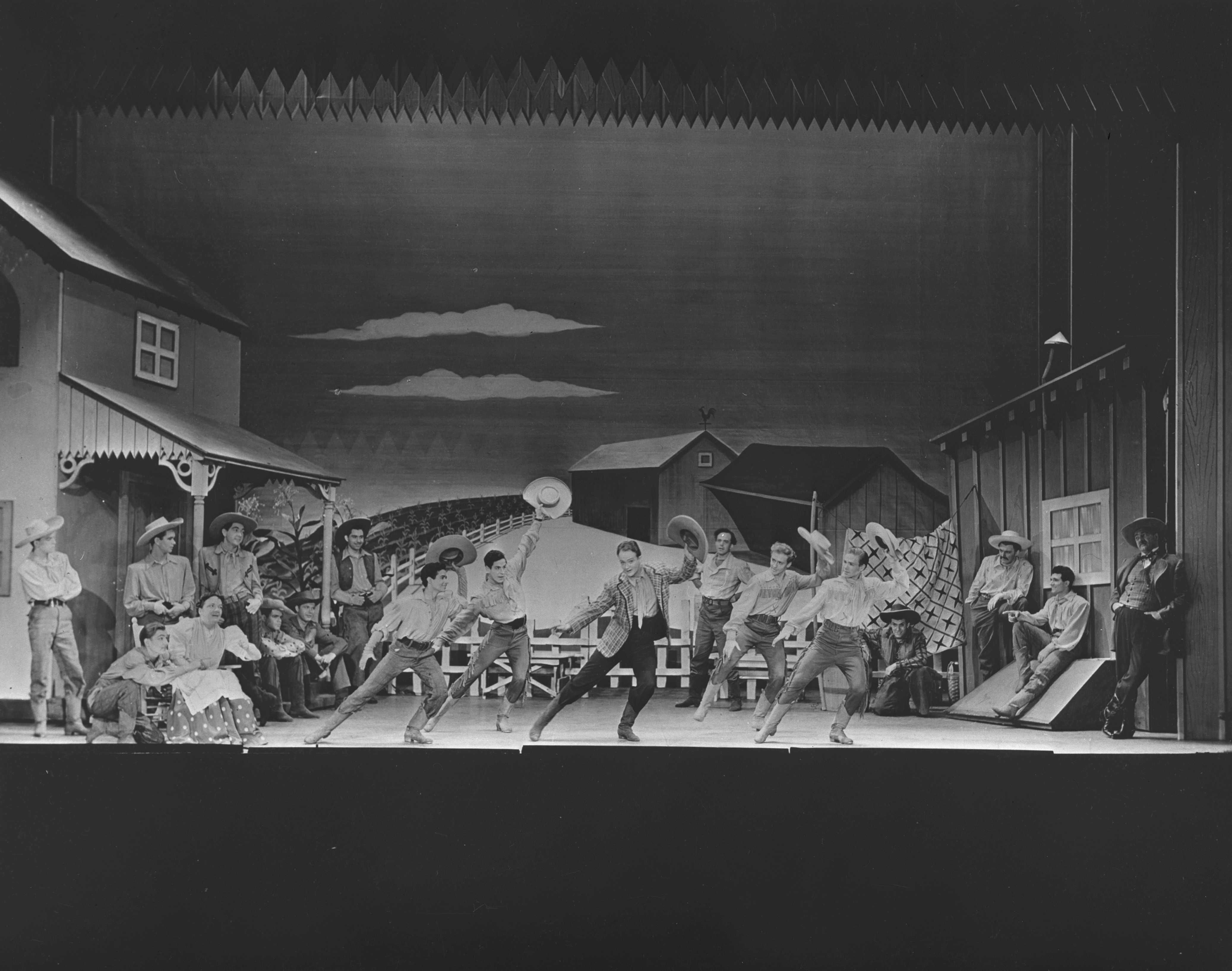

오클라호마!(Oklahoma!)는 1943년에 초연된 브로드웨이 뮤지컬이다. 미국 중서부 오클라호마의 시골을 무대로 카우보이와 농부의 딸과 사랑의 삼각 관계를 밝고 명랑하게 그린 작품이다. 1955년에 20세기 폭스에 의해 동명의 이름으로 영화화되었다. 역사적인 첫 황금기 작품이다.